# Conauç
Conauç (en francès, Connaux) és un municipi francès situat al departament del Gard i a la regió d'Occitània.